# Max Wilms
Max Wilms, född 5 november 1867, död 14 maj 1918, tysk kirurg.
Han studerade i München, Marburg, Berlin och Bonn, där han doktorerade 1890. Efter examen var han en tid verksam i Giessen, Köln (under Otto Michael Ludwig Leichtenstern) och Leipzig (under Friedrich Trendelenburg). I Leipzig blev han 1904 ausserordentlicher professor och tre år senare utsågs han till professor i kirurgi i Basel. Höjdpunkten på hans karriär kom 1910 då han utsågs till professor i Heidelberg.
Wilms ägnade stor energi åt att kartlägga patologin och utvecklingen hos tumörceller och hans speciella intresseområde var njurarna och dess omgivning. 
Han dog i maj 1918 vid 50 års ålder efter att ha ådragit sig difteri från en patient som han opererade.
Han har givit namn åt: Wilms amputation, Wilms operation, Wilms symptom och Wilms tumör.